# Harry Potter e a Pedra Filosofal (trilha sonora)
A trilha sonora de Harry Potter e a Pedra Filosofal (inglês: Harry Potter and the Philosopher's Stone - Original Motion Picture Soundtrack) foi lançada em 30 de outubro de 2001. A trilha sonora do filme foi composta e conduzida por John Williams. O filme apresenta muitos temas específicos de personagens (leitmotiv) que são usados também em pelo menos uma sequência, embora a maioria dos temas só seja usada novamente em Chamber of Secrets. Esses temas incluem dois temas para Voldemort, dois temas para Hogwarts, um tema do Beco Diagonal, um tema de Quidditch, um tema de voo, dois temas de amizade e o tema principal ("Hedwig's Theme"). Esse tema principal foi reprisado e desenvolvido em todos os oito filmes principais de Harry Potter, bem como nos filmes secundários Fantastic Beasts and Where to Find Them e suas sequências, Fantastic Beasts: The Crimes of Grindelwald e Fantastic Beasts: The Secrets of Dumbledore.
A trilha sonora foi certificada como ouro no Canadá (50.000 unidades) pela Canadian Recording Industry Association em 14 de dezembro de 2001. Também foi certificada como ouro no Japão por 100.000 unidades pela RIAJ. Em 2002, a trilha sonora foi indicada para Melhor Trilha Sonora Original no 74º Oscar, no qual Williams participou da condução da cerimônia. No entanto, Williams perdeu para a trilha sonora de Howard Shore para The Lord of the Rings: The Fellowship of the Ring.
A trilha sonora foi executada pela London Session Orchestra no Air Lyndhurst Studios e no Abbey Road Studios, em Londres, com orquestrações de Williams, Alexander Courage, Conrad Pope, John Neufeld, Eddie Karam, Pete Anthony, Benjamin Wallfisch e Larry Rench. Entrou na Billboard 200 em 48º lugar e também ficou em 2º lugar no Top Soundtracks Chart. No Reino Unido, o álbum ficou em 19º lugar. Em 2018, a trilha sonora foi lançada pela La-La-Land Records como um conjunto de CDs com 3 discos, englobando a trilha completa do filme como parte de uma caixa de edição limitada com as trilhas sonoras dos três primeiros filmes de Harry Potter.

## Composição

### Hedwig's Theme
| Críticas profissionais | Críticas profissionais |
| Avaliações da crítica  | Avaliações da crítica  |
| Fonte                  | Avaliação              |
| ---------------------- | ---------------------- |
| AllMusic               | 4 de 5 estrelas.       |
| Filmtracks             | 5 de 5 estrelas.       |
| Movie Wave             | 3.5 de 5 estrelas.     |
| Tracksounds            | 4 de 5 estrelas.       |

"Hedwig's Theme" é o tema principal da série de filmes.[4] Muitas vezes rotulado como o tema principal da série, ele apareceu pela primeira vez em Harry Potter e a Pedra Filosofal na faixa "Prologue". Um arranjo de concerto com o mesmo nome é incluído nos créditos finais. O "Hedwig's Theme" foi interpolado nas partituras do quarto ao oitavo filme de Harry Potter, inclusive nas de Patrick Doyle, Nicholas Hooper e Alexandre Desplat e nas partituras dos spin-offs Fantastic Beasts, de James Newton Howard. Ela também aparece nas trilhas sonoras dos últimos quatro videogames de Harry Potter, todas compostas por James Hannigan. O "Hedwig's Theme" alcançou um status significativo na cultura pop, sendo apresentado como toque de celular, música de trailer e outras formas de multimídia.

## Faixas

### Lançamento original
| N.º            | Título                                                         | Duração |  |
| 1.             | "Prologue"                                                     | 2:12    |  |
| 2.             | "Harry's Wondrous World"                                       | 5:21    |  |
| 3.             | "The Arrival of Baby Harry"                                    | 4:25    |  |
| 4.             | "Visit to the Zoo and Letters from Hogwarts"                   | 3:23    |  |
| 5.             | "Diagon Alley and the Gringotts Vault"                         | 4:06    |  |
| 6.             | "Platform Nine-and-Three-Quarters and the Journey to Hogwarts" | 3:14    |  |
| 7.             | "Entry into the Great Hall and the Banquet"                    | 3:42    |  |
| 8.             | "Mr. Longbottom Flies"                                         | 3:35    |  |
| 9.             | "Hogwarts Forever! and the Moving Stairs"                      | 3:47    |  |
| 10.            | "The Norwegian Ridgeback and a Change of Season"               | 2:47    |  |
| 11.            | "The Quidditch Match"                                          | 8:29    |  |
| 12.            | "Christmas at Hogwarts"                                        | 2:56    |  |
| 13.            | "The Invisibility Cloak and the Library Scene"                 | 3:16    |  |
| 14.            | "Fluffy's Harp"                                                | 2:39    |  |
| 15.            | "In the Devil's Snare and the Flying Keys"                     | 2:21    |  |
| 16.            | "The Chess Game"                                               | 3:49    |  |
| 17.            | "The Face of Voldemort"                                        | 6:10    |  |
| 18.            | "Leaving Hogwarts"                                             | 2:14    |  |
| 19.            | "Hedwig's Theme"                                               | 5:11    |  |
| Duração total: | Duração total:                                                 | 73:28   |  |

### Harry Potter - The John Williams Soundtrack Collection: Disc 1
| A trilha sonora do filme |                                                           |         |  |
| N.º                      | Título                                                    | Duração |  |
| 1.                       | "The Prologue – Privet Drive"                             | 4:33    |  |
| 2.                       | "Visit to the Zoo"                                        | 3:01    |  |
| 3.                       | "Don’t Burn My Letter"                                    | 2:08    |  |
| 4.                       | "Letters From Hogwarts"                                   | 1:43    |  |
| 5.                       | "Harry’s Wish and Hagrid’s Entrance"                      | 1:24    |  |
| 6.                       | "You’re a Wizard, Harry"                                  | 3:34    |  |
| 7.                       | "Diagon Alley and The Gringotts Vault [Extended Version]" | 4:50    |  |
| 8.                       | "Harry Gets His Wand"                                     | 2:08    |  |
| 9.                       | "Hagrid’s Flashback"                                      | 2:53    |  |
| 10.                      | "Platform Nine and Three Quarters"                        | 2:43    |  |
| 11.                      | "Chocolate Frog Escapes"                                  | 0:52    |  |
| 12.                      | "The Journey to Hogwarts"                                 | 2:07    |  |
| 13.                      | "Through the Doors"                                       | 2:01    |  |
| 14.                      | "House Selection"                                         | 3:31    |  |
| 15.                      | "Entry Into the Great Hall and The Banquet"               | 3:44    |  |
| 16.                      | "Lonely First Night"                                      | 1:08    |  |
| 17.                      | "The Daily Prophet"                                       | 1:41    |  |
| 18.                      | "Mr. Longbottom Flies"                                    | 3:37    |  |
| 19.                      | "The Moving Stairs"                                       | 2:01    |  |
| 20.                      | "Introduction to Quidditch"                               | 1:35    |  |
| 21.                      | "Hermione’s Feather"                                      | 0:37    |  |
| 22.                      | "Fighting the Troll"                                      | 3:49    |  |
| 23.                      | "Owl Delivers Nimbus 2000"                                | 1:16    |  |
| 24.                      | "The Quidditch Match"                                     | 8:29    |  |

### Harry Potter - The John Williams Soundtrack Collection: Disc 2
| A trilha sonora do filme (continuação) |                                                |         |  |
| N.º                                    | Título                                         | Duração |  |
| 1.                                     | "Hagrid’s Christmas Tree"                      | 0:59    |  |
| 2.                                     | "Cast a Christmas Spell"                       | 2:41    |  |
| 3.                                     | "Christmas Morning and The Invisibility Cloak" | 7:22    |  |
| 4.                                     | "The Mirror of Erised and A Change of Season"  | 3:35    |  |
| 5.                                     | "Hermione’s Reading"                           | 1:11    |  |
| 6.                                     | "The Norwegian Ridgeback"                      | 1:41    |  |
| 7.                                     | "Filch’s Fond Remembrance"                     | 1:31    |  |
| 8.                                     | "The Dark Forest"                              | 5:17    |  |
| 9.                                     | "The Stone"                                    | 3:41    |  |
| 10.                                    | "Running to McGonagall"                        | 2:16    |  |
| 11.                                    | "Neville Stiffens"                             | 0:57    |  |
| 12.                                    | "Fluffy’s Harp Lullaby"                        | 2:30    |  |
| 13.                                    | "In the Devil’s Snare"                         | 2:29    |  |
| 14.                                    | "The Flying Keys"                              | 2:01    |  |
| 15.                                    | "The Chess Game [Extended Version]"            | 7:27    |  |
| 16.                                    | "The Face of Voldemort"                        | 6:13    |  |
| 17.                                    | "Love, Harry"                                  | 1:47    |  |
| 18.                                    | "Gryffindor Wins the House Cup"                | 2:40    |  |
| 19.                                    | "Leaving Hogwarts"                             | 2:18    |  |
| 20.                                    | "Harry’s Wondrous World [Extended Version]"    | 5:26    |  |
| 21.                                    | "Hedwig’s Theme"                               | 5:07    |  |

### Harry Potter - The John Williams Soundtrack Collection: Disc 3
| Suíte infantil para orquestra |                              |         |  |
| N.º                           | Título                       | Duração |  |
| 1.                            | "Prologue (Hedwig’s Flight)" | 2:15    |  |
| 2.                            | "Hogwarts Forever"           | 1:55    |  |
| 3.                            | "Voldemort"                  | 2:16    |  |
| 4.                            | "Nimbus 2000"                | 2:28    |  |
| 5.                            | "Fluffy’s Harp"              | 2:42    |  |
| 6.                            | "Quidditch"                  | 1:53    |  |
| 7.                            | "Family Portrait"            | 3:26    |  |
| 8.                            | "Diagon Alley"               | 2:53    |  |
| 9.                            | "Harry’s Wondrous World"     | 5:05    |  |

| Música adicional |                                    |         |  |
| N.º              | Título                             | Duração |  |
| 10.              | "Hagrid’s Flute"                   | 0:58    |  |
| 11.              | "The Leaky Cauldron"               | 1:15    |  |
| 12.              | "Hedwig’s Theme for Harp"          | 2:06    |  |
| 13.              | "Teaser"                           | 2:34    |  |
| 14.              | "Hogwarts Forever [Vocal Version]" | 0:48    |  |
| 15.              | "Logo"                             | 0:24    |  |
| 16.              | "Owl’s Flight"                     | 1:08    |  |
| 17.              | "Television Commercial"            | 1:06    |  |
| 18.              | "Trailer"                          | 2:27    |  |

## Bastidores
James Horner foi procurado para compor a trilha sonora do filme, mas recusou.[5]
A faixa nº 18 também foi incluída no epílogo de Harry Potter e as Relíquias da Morte - Parte 2 como um tributo a Williams e ao final da série.

## Certificações e vendas
| Região                                              | Certificação | Vendas  |
| --------------------------------------------------- | ------------ | ------- |
| Austrália (ARIA)                                    | Gold         | 35.000^ |
| *números de vendas baseados somente na certificação |              |         |